# Приключения малыша Гиппопо
Приключения малыша Гиппопо — мультфильм Владимира Гончарова, снятый в 1974 году студией «Киевнаучфильм».

## Сюжет
У симпатичного, миролюбивого бегемотика Гиппопо похитил маму злой охотник, которому доктора посоветовали мясо бегемотов для диеты. Подкараулил бедняжку на сочной зелёной полянке, где мама играла со своим сыночком-малышом, опутал сетью и увёз, радостно подсчитывая, на сколько килограммов поправится благодаря котлетам из гиппопотама. Несчастный Гиппопо, оставшись без мамы, вне себя от горя и не знает, как ему быть. На помощь малышу приходит добрая, отзывчивая девочка, и они вместе пускаются на поиски. А потом к ним присоединяются очень правильный милиционер с лучшим сыщиком — Бульдогом.

## Над фильмом работали
- Автор сценария: Светлана Куценко
- Кинорежиссер: Владимир Гончаров
- Художник-постановщик: Иван Будз
- Композитор: Святослав Крутиков[1]
- Оператор: Анатолий Гаврилов
- Звукооператор: Израиль Мойжес
- Художники-мультипликаторы: Владимир Гончаров, Александр Викен, Нина Чурилова, Давид Черкасский, Ефрем Пружанский
- Роли озвучивали: Людмила Игнатенко, Людмила Козуб, Георгий Кислюк, Наталья Ковязина
- Ассистенты: А. Тищенко, О. Касьяненко, Юна Сребницкая, Ирина Сергеева
- Редактор: Владимир Гайдай
- Директор фильма: Иван Мазепа

## Переиздания на DVD
- Мультфильм издавался на DVD-сборнике «Золоторогий олень».[2]